# 로니 쳉
로니 쳉(영어: Ronny Chieng, 1985년 11월 21일 ~ )은 말레이시아의 희극인, 배우이다.
오스트레일리아 멜버른 대학교에서 법학, 경영학 학사 학위를 취득하였고, 오스트레일리아 국립 대학교 법학전문대학원에서 LPC 과정을 밟았다.

## 출연 작품

### 영화
- 크레이지 리치 아시안 (2018)
- 위시 드래곤 (2021) - 목소리
- 고질라 VS. 콩 (2021)
- 샹치와 텐 링즈의 전설 (2021) - 존 존 역
- 메간 (2022)
- 조이 라이드 (2023)
- 쿵푸팬더 4 (2024) - 피쉬 역 (목소리)

### 텔레비전
- 아메리칸 본 차이니즈 (2023)